# J'ai cherché
J'ai cherché (Ho cercato) è un singolo del cantante franco-israeliano Amir Haddad, pubblicato il 15 gennaio 2016 su etichetta discografica Sash Productions e incluso nel suo secondo album, Au cœur de moi. Il brano è stato scritto da Amir Haddad, Johan Errami e Nazim Khaled e prodotto da Nazim Khaled, Silvio Lisbonne e dal team di produttori Skydancers (Nick McKerl, Laurent Wilthien, Matthieu Tosi e Jean-Noël Wilthien). La canzone ha le strofe cantate in francese e il ritornello in inglese.
J'ai cherché è stata selezionata per rappresentare la Francia all'Eurovision Song Contest 2016. Amir si è esibito sul palco della Globen Arena a Stoccolma nella finale del 14 maggio, cantando per undicesimo su 26 partecipanti, classificandosi sesto con 257 punti.
Il brano ha raggiunto la seconda posizione nella classifica dei singoli più venduti in Francia.
Esistono altre due versioni della canzone, una esclusivamente in lingua inglese, "Looking for You", e un'altra in spagnolo e inglese, "Yo Busqué", realizzata in collaborazione con la rappresente della Spagna all'Eurovision Song Contest 2016, Barei.

## Tracce
Download digitale
1. J'ai cherché – 3:32

## Classifiche
| Classifica (2016) | Posizione massima |
| ----------------- | ----------------- |
| Belgio (Vallonia) | 30                |
| Francia           | 2                 |
| Russia            | 26                |